# Йохан II фон Щайн-Даун
Йохан II фон Щайн-Даун ((на немски: Johann II von Stein-Daun; * пр. 1333; † 16 февруари/26 февруари 1383) е Рейнграф на Щайн и от 1350 г. вилдграф на Даун. Децата му имат титлата „Вилд- и Рейнграфове“.

## Биография
Той е син на Рейнграф Йохан I фон Щайн († 1333) и вилдграфиня Хедвиг фон Даун-Грумбах († сл. 1361), дъщеря на вилдграф Конрад IV фон Даун-Грумбах († сл. 1327) и Хилдегард фон Хунолщайн († 1306). Братята му са Хартрад († ок. 1375), Рейнграф на Щайн, и Конрад († 1395), свщеник в Кройцнах.
През 1350 г. Йохан II е издигнат на вилдграф на Даун. Той умира на 26 февруари 1383 г. и е погребан в Св. Йоханисберг.

## Фамилия
Първи брак: пр. 13 октомври 1339 г. с вилдграфиня Маргарета фон Кирбург (* пр. 1359; † 21 септември 1368), дъщеря на вилдграф Фридрих I фон Кирбург († 1365) и Агнес фон Шонекен († 1344). Те нямат деца.
Втори брак: на 13 октомври 1370 г. с графиня Юта фон Лайнинген-Дагсбург († сл. 8 март 1394), дъщеря на граф Фридрих (Емих) VIII фон Лайнинген-Дагсбург († 1397) и Йоланта фон Юлих († 1387), дъщеря на Готфрид фон Юлих-Бергхайм († 1335) и графиня Елизабет фон Клеве († 1347). Те имат децата:
- Йохан III фон Даун (ок. 1371 – 1428), вилд- и рейнграф на Даун-Щайн-Кирбург, женен пр. 28 октомври 1406 г. за вилдграфиня Аделхайд Кирбург-Шмидтбург-Флонхайм († 1438)
- Конрад фон Даун († 1434), архиепископ на Майнц (1419 – 1434)
- Фридрих I († 1447), рейнграф фон Щайн, вилдграф фон Даун, женен пр. 1441 г. за Лукарда фон Епенщайн († 1455), дъщеря на Готфрид VII фон Епщайн († 1437) и Юта фон Насау-Диленбург († 1424)
- Хартрад († сл. 1398)
- Иланд († сл. 1421), омъжена на 18 юни 1398 г. във Флонхайм за Ханс (Йохан) V фон Хиршхорн († 1426)
- Маргарета († сл. 1434)
- Юта († сл. 1440), омъжена за Херман фон Шарфенек († 1416)